# ماريبورو
ماريبورو (بالإنجليزية: Maryborough, Queensland)‏ هي مدينة، تتبع كوينزلاند، وFraser Coast Region ‏، وElectoral district of Maryborough (Queensland) ‏، وDivision of Wide Bay ‏، بلغ عدد سكانها 15406  نسمة، في 9 أغسطس 2016، رمزها البريدي هو 4650.

## المناخ
يظهر الجدول التالي التغييرات المناخية على مدار السنة لماريبورو:
| البيانات المناخية لـماريبورو      | البيانات المناخية لـماريبورو | البيانات المناخية لـماريبورو | البيانات المناخية لـماريبورو | البيانات المناخية لـماريبورو | البيانات المناخية لـماريبورو | البيانات المناخية لـماريبورو | البيانات المناخية لـماريبورو | البيانات المناخية لـماريبورو | البيانات المناخية لـماريبورو | البيانات المناخية لـماريبورو | البيانات المناخية لـماريبورو | البيانات المناخية لـماريبورو | البيانات المناخية لـماريبورو |
| الشهر                             | يناير                        | فبراير                       | مارس                         | أبريل                        | مايو                         | يونيو                        | يوليو                        | أغسطس                        | سبتمبر                       | أكتوبر                       | نوفمبر                       | ديسمبر                       | المعدل السنوي                |
| --------------------------------- | ---------------------------- | ---------------------------- | ---------------------------- | ---------------------------- | ---------------------------- | ---------------------------- | ---------------------------- | ---------------------------- | ---------------------------- | ---------------------------- | ---------------------------- | ---------------------------- | ---------------------------- |
| الدرجة القصوى °م (°ف)             | 38.4 (101.1)                 | 38.8 (101.8)                 | 36.6 (97.9)                  | 34.0 (93.2)                  | 31.5 (88.7)                  | 29.4 (84.9)                  | 28.5 (83.3)                  | 33.1 (91.6)                  | 34.1 (93.4)                  | 39.4 (102.9)                 | 37.5 (99.5)                  | 40.6 (105.1)                 | 40.6 (105.1)                 |
| متوسط درجة الحرارة الكبرى °م (°ف) | 30.7 (87.3)                  | 30.2 (86.4)                  | 29.2 (84.6)                  | 27.4 (81.3)                  | 24.6 (76.3)                  | 22.4 (72.3)                  | 22.0 (71.6)                  | 23.4 (74.1)                  | 25.6 (78.1)                  | 27.7 (81.9)                  | 29.3 (84.7)                  | 30.5 (86.9)                  | 26.9 (80.4)                  |
| متوسط درجة الحرارة الصغرى °م (°ف) | 20.6 (69.1)                  | 20.6 (69.1)                  | 19.4 (66.9)                  | 16.6 (61.9)                  | 13.0 (55.4)                  | 10.3 (50.5)                  | 8.6 (47.5)                   | 9.3 (48.7)                   | 12.1 (53.8)                  | 15.4 (59.7)                  | 17.8 (64.0)                  | 19.7 (67.5)                  | 15.3 (59.5)                  |
| أدنى درجة حرارة °م (°ف)           | 13.3 (55.9)                  | 14.4 (57.9)                  | 11.8 (53.2)                  | 6.7 (44.1)                   | 2.2 (36.0)                   | −0.6 (30.9)                  | −1.4 (29.5)                  | −0.8 (30.6)                  | 1.5 (34.7)                   | 4.6 (40.3)                   | 8.2 (46.8)                   | 12.2 (54.0)                  | −1.4 (29.5)                  |
| الهطول مم (إنش)                   | 165.6 (6.52)                 | 174.7 (6.88)                 | 157.9 (6.22)                 | 87.4 (3.44)                  | 78.5 (3.09)                  | 67.5 (2.66)                  | 52.3 (2.06)                  | 40.6 (1.60)                  | 42.8 (1.69)                  | 73.7 (2.90)                  | 85.0 (3.35)                  | 129.4 (5.09)                 | 1٬155٫1 (45.48)              |
| متوسط أيام هطول الأمطار           | 13.1                         | 13.8                         | 14.5                         | 11.8                         | 10.6                         | 8.3                          | 7.1                          | 6.2                          | 6.4                          | 7.9                          | 9.0                          | 10.7                         | 119.4                        |
| المصدر:                           |                              |                              |                              |                              |                              |                              |                              |                              |                              |                              |                              |                              |                              |

## أعلام
- جاي مكارثي
- غرانت كيني
- إدموند هيرنغ
- براندان هانسن
- باميلا ليندون ترافرز
- أنتوني وست